# Jakobus-Ossuar

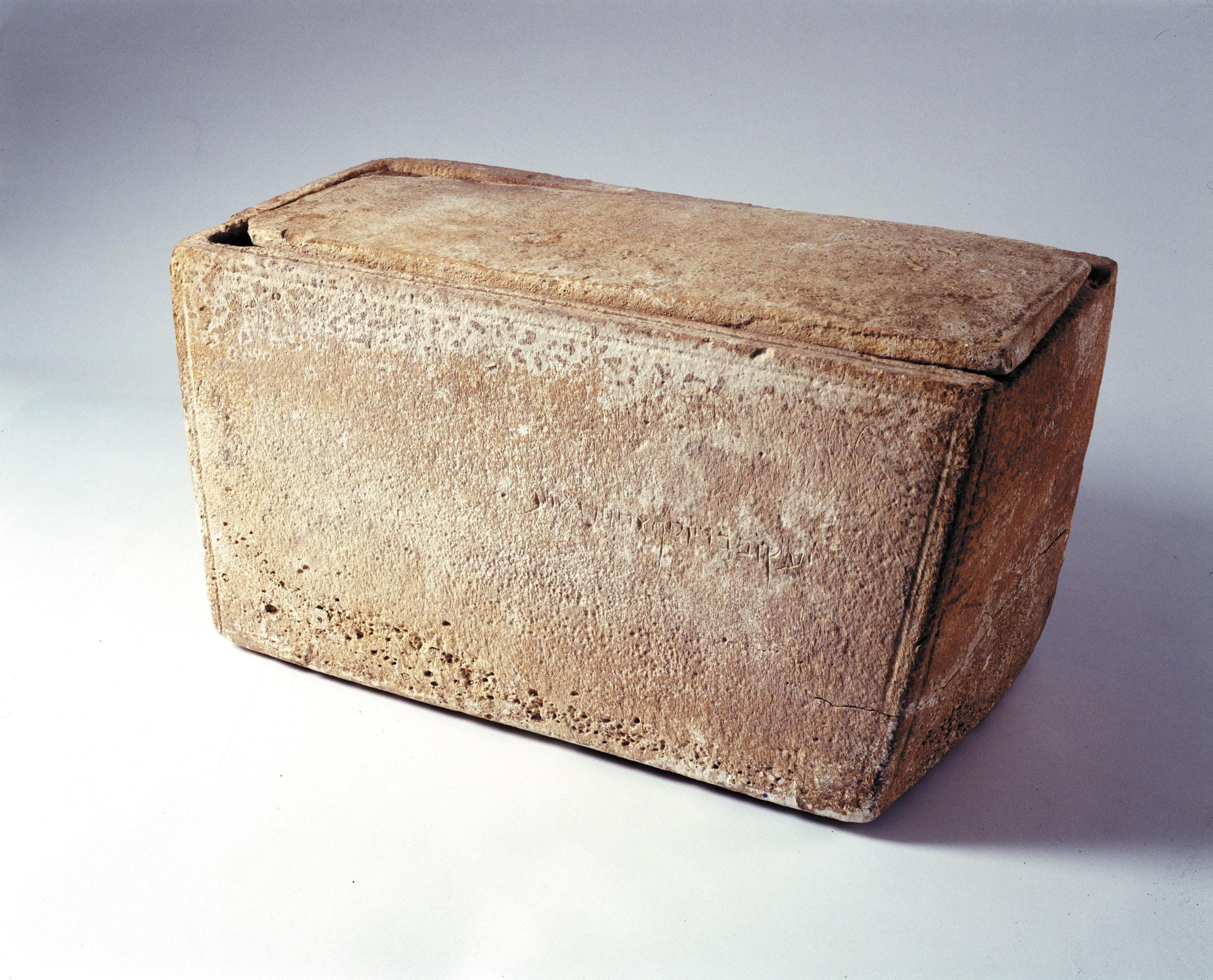
Das Jakobus-Ossuar

Das Jakobus-Ossuar ist ein Knochenkasten aus Kalkstein, der vermeintlich 2001 entdeckt wurde und die Knochen von Jakobus dem Gerechten († 62) enthalten haben soll. 2003 kam eine Untersuchungskommission zum Ergebnis, der Knochenkasten sei mit einer gefälschten Inschrift versehen worden, um ihn als Ossuar des Jakobus erscheinen zu lassen.
Ein Grab des im Neuen Testament mehrfach erwähnten Jakobus wäre nicht nur eine archäologische Sensation, sondern würde auch theologische Fragen aufwerfen – etwa in der konfessionellen Kontroverse, ob es leibliche Geschwister Jesu gab oder nur als „Brüder“ und „Schwestern“ bezeichnete Cousins und Cousinen.

## Entdeckung und Herkunft

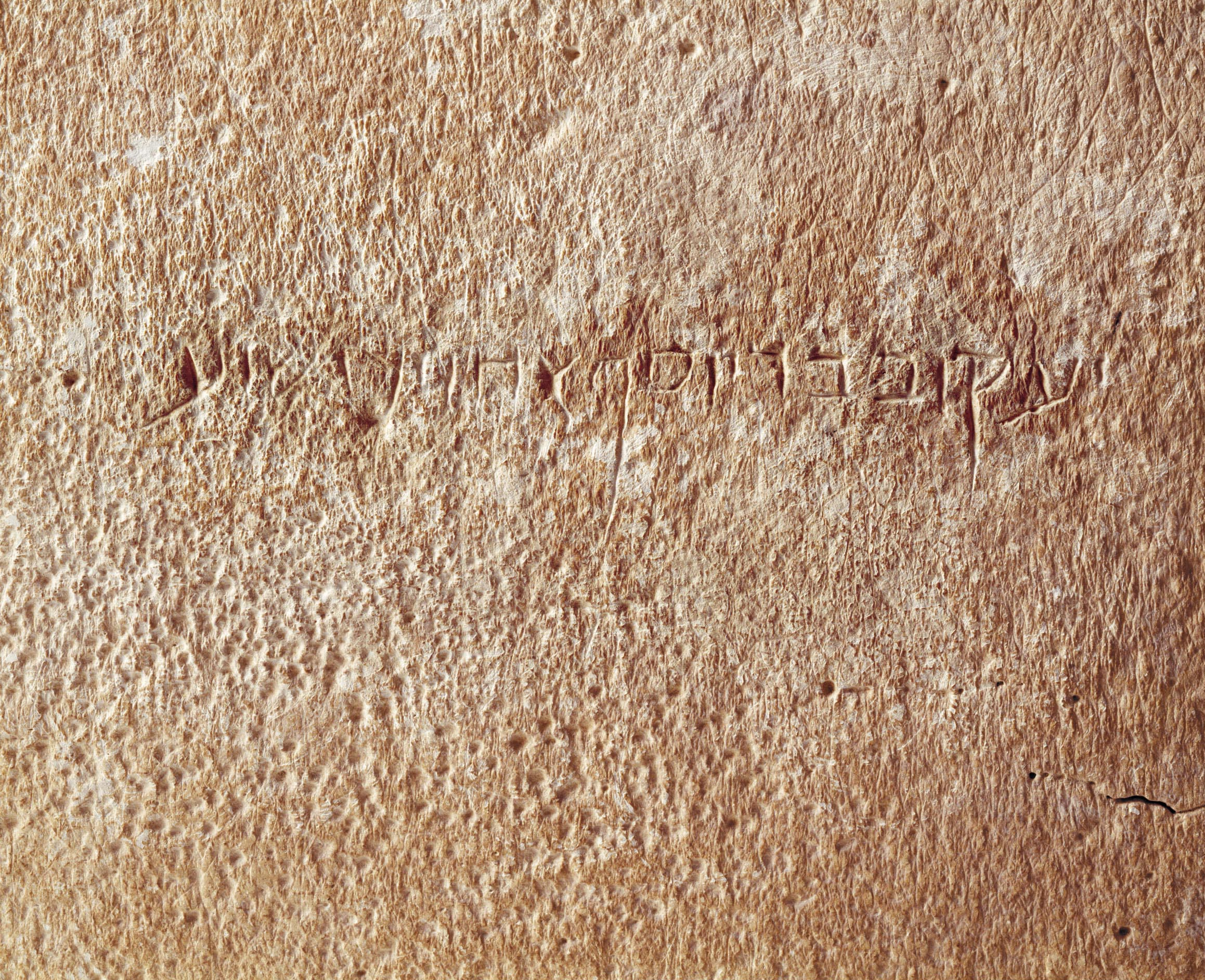
Nahaufnahme der aramäischen Inschrift

2001 wurde in der Tel Aviver Antiquitäten-Sammlung von Oded Golan auf einem Ossuar aus Kalkstein eine aramäische Inschrift entdeckt, die nach einer ersten paläografischen Analyse aus dem 1. Jahrhundert n. Chr. zu stammen schien:
יעקוב בר יוסף אחוי דישוע – Ya’aqôv bar Yôsef achûy daYeschûa’,
„Jakob, Sohn des Josef, (sein) Bruder des Jesus“.
Das Ossuar soll von Grabräubern im Süden Jerusalems gefunden worden und Ende der 1970er Jahre in den Antiquitätenhandel gelangt sein.
2002/2003 wurde das Artefakt im Royal Ontario Museum von Toronto ausgestellt und am 21. Juli 2003 von der Polizei in Golans Haus beschlagnahmt.

## Öffentliche Präsentierung
Der Fund wurde im Oktober 2002 in Washington vom Fernsehsender Discovery Channel und der Zeitschrift Biblical Archaeology Review medienwirksam vorgestellt.
2007 geriet das Ossuar wieder in die Medien, als der Filmproduzent und Regisseur James Cameron in seinem Film „Das Jesus-Grab“ behauptete, das Ossuar stamme aus dem im Jahr 1980 gefundenen Grab beim südlichen Jerusalemer Vorort Talpiot, das er als das Grab Jesu identifiziert haben will.

## Echtheitsfrage
Während einige Forscher wie André Lemaire, Epigraphiker an der École Pratique des Hautes Études in Paris, die Echtheit für möglich gehalten hatten, waren andere Experten für biblische Sprachen wie Joseph A. Fitzmyer von der Catholic University of America in Washington (D. C.), Neil Asher Silberman, damals an der Hebräischen Universität Jerusalem, oder Jeffrey R. Chadwick von der Brigham Young University sogleich skeptisch. Die letzten neun Buchstaben („Bruder des Jesus“) schienen sich im Schreibstil von den ersten elf zu unterscheiden.
In דישוע begegnen auffällige Buchstabenformen (sehr schräger Querstrich im ד und sehr langgezogenes י). Chadwick interpretiert sie so, dass ein ursprünglicher Ansatz, in hebräischer Sprachform אחיישוע („der Bruder Jesu“) zu schreiben (der Text verwendet keine Worttrenner), während des Einritzens nachträglich durch Verlängerung des י an אחי zu ו und die Veränderung der beiden ersten Linien des angefangenen ש zu די in die aramäisch syntaktisch richtigere Form אחוידישוע („(sein) Bruder des Jesus“) verändert wurde.
Die israelische Antikenverwaltung (Israel Antiquities Authority) gab eine epigrafische, mikroskopische und geochemische Untersuchung in Auftrag. 2003 kam die Untersuchungskommission zu dem Ergebnis, die Inschrift des Zusatzes auf dem Ossuar sei eine Fälschung, die nachträglich aus unterschiedlichen Inschriften in Levi Rahmanis Catalogue of Jewish Ossuaries in the Collection of the State of Israel (Nr. 396, 570, 573) zusammenkopiert, in eine Verwitterungsschicht auf der Rückseite eines alten Ossuars eingeritzt und künstlich mit einer Patina versehen worden sei.
Dem widersprach 2006 Wolfgang E. Krumbein, Professor für Geologie, Geochemie und Mikrobiologie an der Universität Oldenburg. Die Einschätzung der Untersuchungskommission sei in mehreren Fällen sowohl methodisch als auch in sich fehlerhaft. Die Bildung der spezifischen Zusammensetzung der Patina, die innerhalb der Inschrift gefunden worden sei, habe nicht nur mindestens 50–100 Jahre in Anspruch genommen. Die Patina innerhalb der Schriftzeichen sei identisch mit Proben von einer weit von der Inschrift entfernten Fläche des Ossuars. Die Echtheit der untersuchten Objekte sei damit allerdings nicht zweifelsfrei bewiesen.
Der amerikanische Journalist Ted Koppel sagte in seiner Sendung The Lost Tomb of Jesus – A Critical Look, der Leiter des Suffolk Crime Lab habe nie bestätigt, dass die Patina des Jakobus-Ossuars mit der Patina des in dem Grab gefundenen Jeschua-Ossuars übereinstimme.